# علي المياد
علي تيسير المياد (20 يوليو 1995 في القطيف، السعودية، هو لاعب كرة قدم سعودي يلعب حالياً في نادي الجبيل.

## مسيرة اللاعب
لعب سابقاً في 
- نادي الهدى
- نادي الخليج [1]
- نادي القيصومة
- نادي الرياض
- نادي الجبيل[2]
- نادي العدالة [3]
- نادي الساحل
- نادي نجران
- نادي العين